# Giardino botanico di Bucarest
Il Giardino botanico "Dimitrie Brândză" dell'Università di Bucarest, prende nome dal suo fondatore, Dimitrie Brândză. Si trova nel quartiere di Cotroceni, nel centro di Bucarest. Copre una superficie di 17,5 ettari (di cui 4.000 m² di serre) e contiene circa 10.000 specie di piante.
Il primo orto botanico di Bucarest fu aperto nel 1860, presso la Facoltà di Medicina, da Carol Davila. L'orto botanico fu successivamente trasferito all'indirizzo attuale nel 1884 su iniziativa di Dimitrie Brândză, uno dei fondatori della scuola botanica romena, e da Louis Fuchs, architetto paesaggista belga. Il giardino fu inaugurato nel 1891; in seguito furono costruite e popolate le serre. L'orto botanico fu danneggiato una prima volta in seguito all'inondazione avvenuta nel 1892; l'orto botanico venne colpito anche durante la prima guerra mondiale, quando fu invaso dalle truppe tedesche d'occupazione, e nella seconda guerra mondiale, quando fu raggiunto dai bombardamenti anglo-americani il 4 aprile 1944. In quest'occasione, delle 700.000 specie inizialmente conservate nell'erbario, se ne salvarono solo 200.000, che ora sono aumentate di nuovo a 500.000, organizzate in due grandi sezioni.
L'orto botanico è organizzato in varie sezioni, di cui forse la più caratteristica è quella riservata alla flora della Dobrugia, che contiene interessanti endemismi romeni, oltre a quella riservata alla flora carpatica.
Il Museo dell'orto botanico si trova all'interno del giardino, in un edificio di stile brancoveanu. Nel museo, sono esposte circa 5.000 specie di piante, di cui 1.000 esotiche.
La vecchia serra del giardino botanico è stata costruita tra il 1889-1891, sul modello della serra di Liegi.
Nel 1976 la serra fu chiusa al pubblico, continuando a essere utilizzata solo per la moltiplicazione delle piante.
Il padiglione è stato recuperato nel 2011, e riaperto al pubblico, con una sistemazione interna che ricostruisce un angolo di foresta tropicale, comprendente specie delle più diverse famiglie di piante esotiche.

## Galleria d'immagini

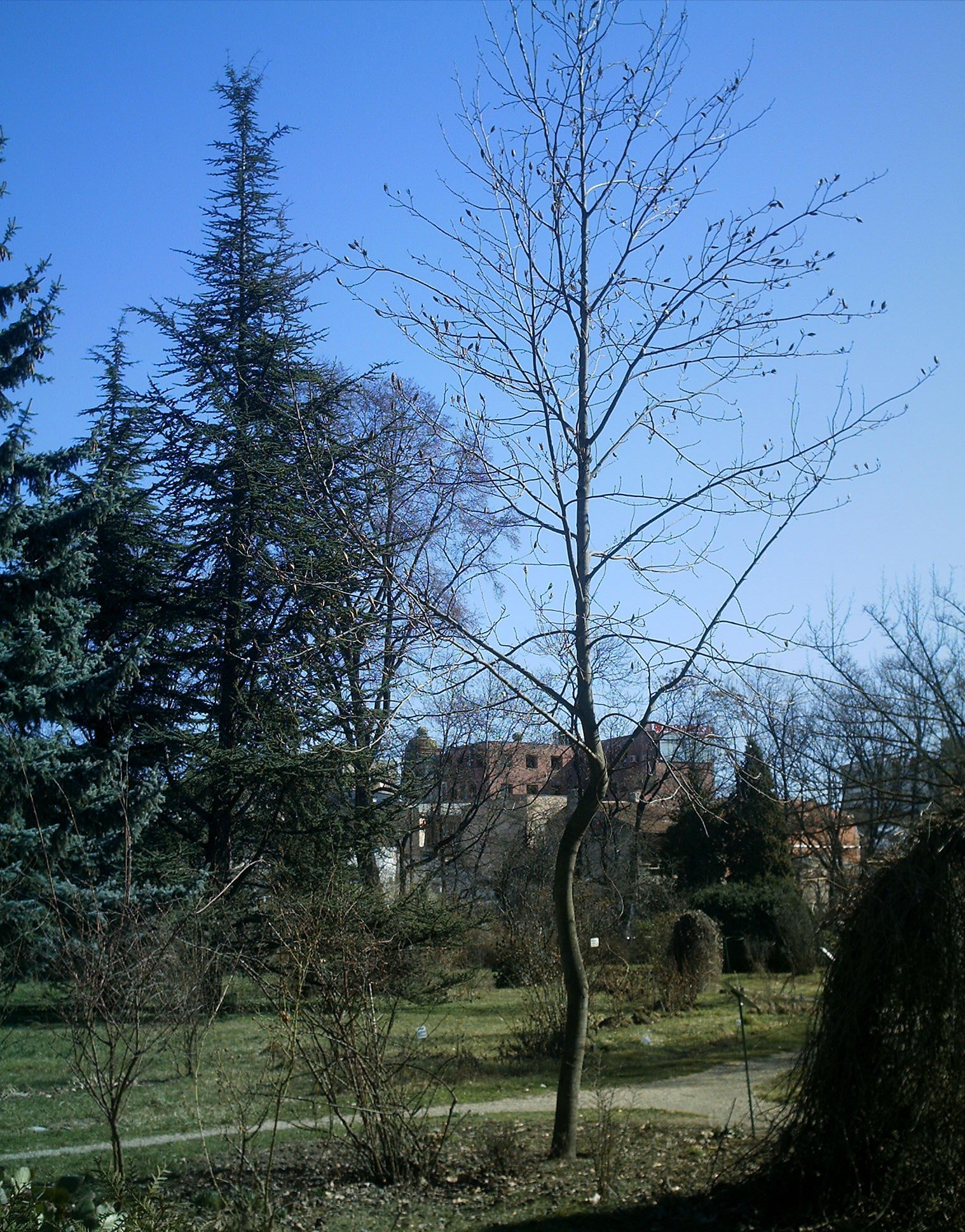
Liriodendron tulipifera
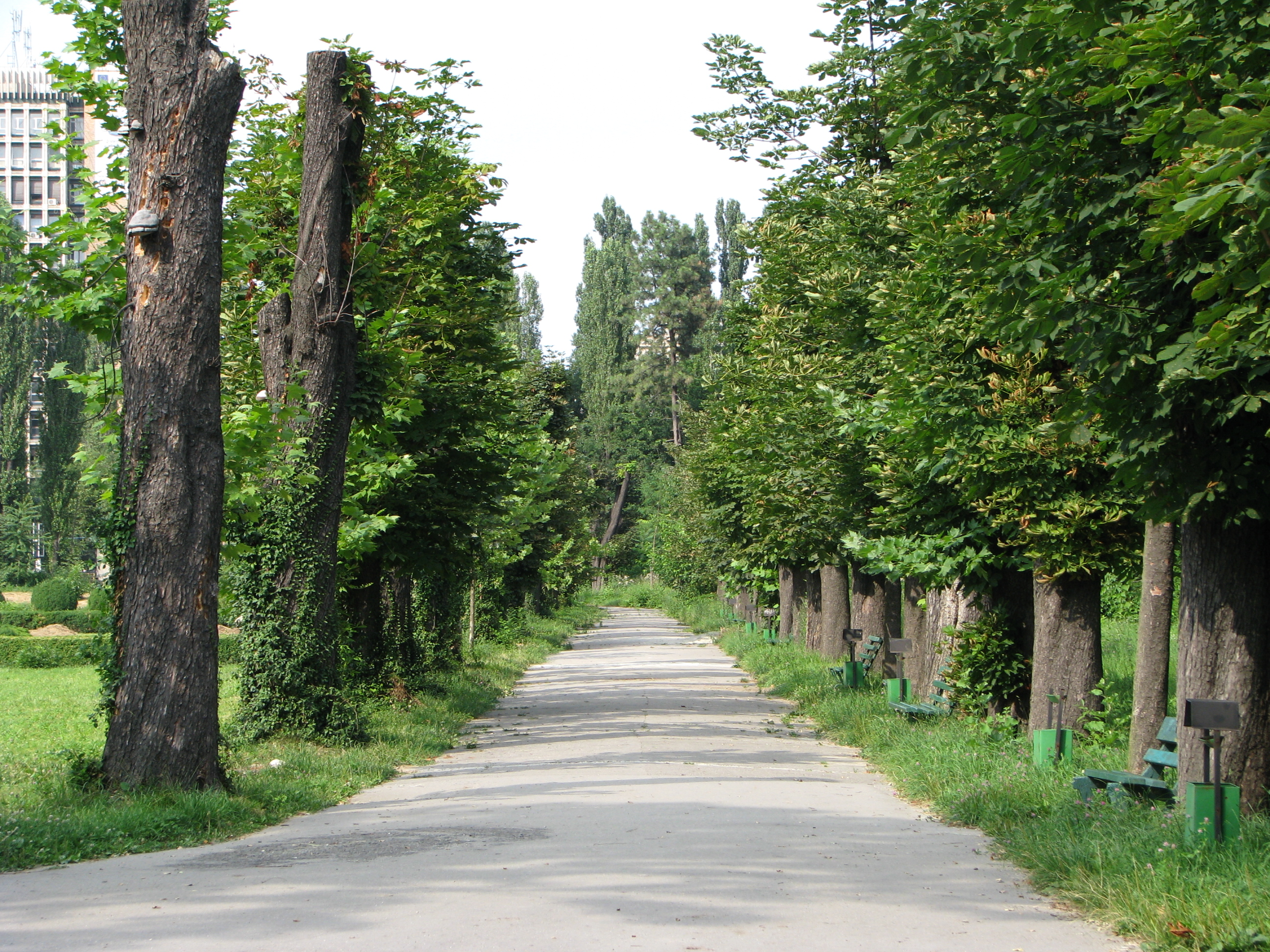
Il viale dei castagni
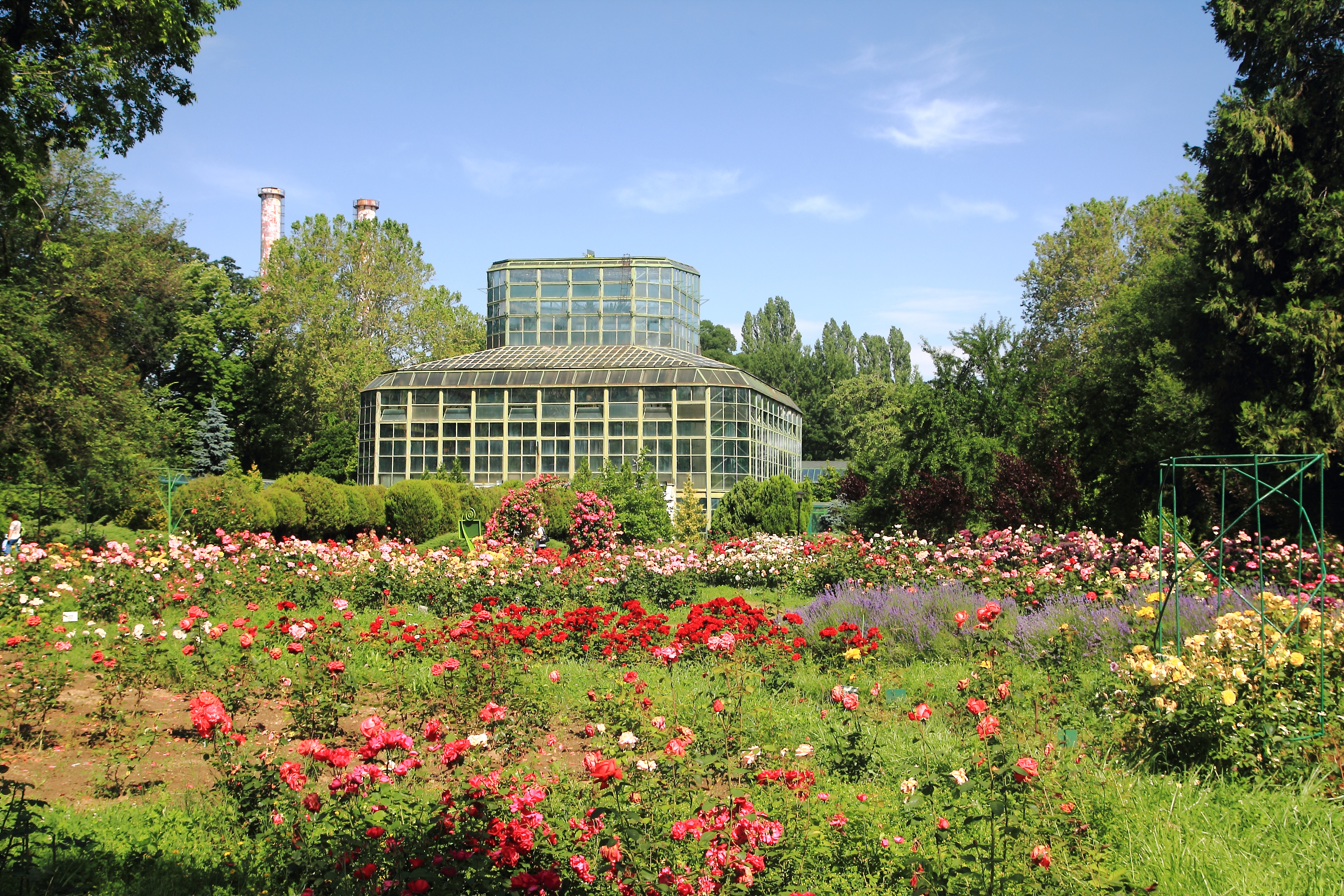
La serra e le aiuole antistanti
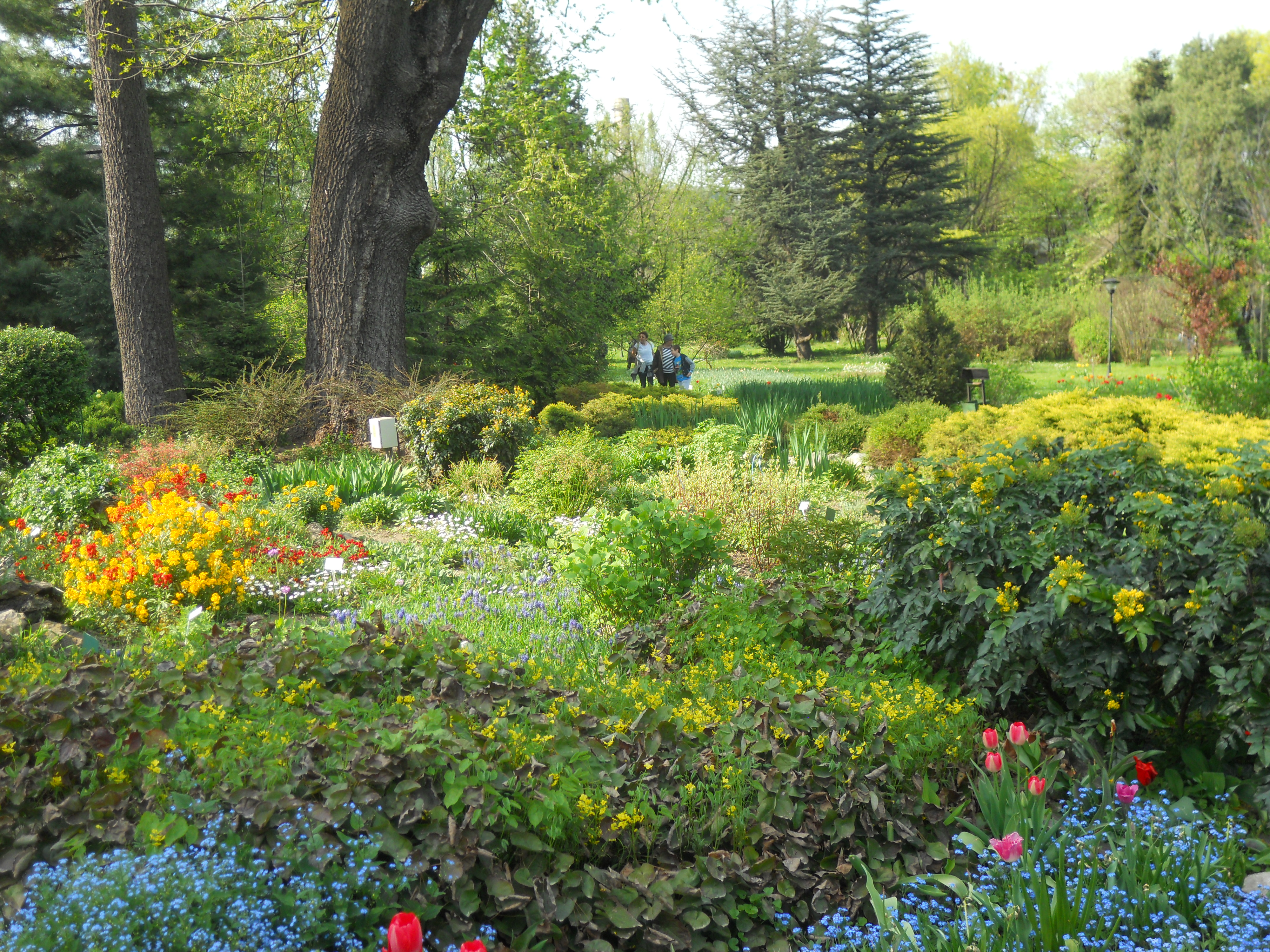
Fioritura di metà aprile